# Sandi Ževart
Sandi Ževart, slovenski baskitarist, * 7. maj 1966, Slovenj Gradec SR Slovenija, SFR Jugoslavija. 
Med letoma 1987 in 1990 je igral v skupini Look Green Go Purple , ki je izvajala alternativni rock. Konec leta 1990 se je pridružil rock skupini Chateau (glasbena skupina). Z njimi je posnel pet albumov. Med letoma 1994 in 2010 je živel v Žireh. Od leta 2011 živi v mirni idilični vasici na obrobju Krasa.
Februarja 1998 se je pridružil hard rock/heavy metal zasedbi Requiem (glasbena skupina) - potem ko je zapustil Chateau. Kot član Requiema je posnel album Requiem III (1999).
Leta 2000 se je z njimi razšel in je nekaj let sodeloval z različnimi glasbeniki (Leta 2000 z Apolonio Šterk, 2001-2007 pa v odličnem cover bendu Razvaline) , dokler se leta 2008 ni zgodil reunion skupine Chateau. Z njimi je ostal vse do konca, ko so se leta 2011 odločili razpustiti bend. Še prej pa je z njimi posnel album Do konca (2011).
Leta 2010 je igral v zasedbi Maja P in cela štala (pevka Maja Prašnikar). Poleg njega sta bila v skupini bobnar Mitja Šabec (ex-Mary Rose, The Drinkers, Robin F. Hood, Ritem Planet) in kitarist Matjaž Živkovič - Maki (ex-The Drinkers).
Nekaj časa je igral tudi v skupini nekdaj zelo popularnega pevca Daniela Popovića, ki je leta 1983 na glasbeni prireditvi Pesem Evrovizije predstavljal Jugoslavijo s pesmijo Džuli in zasedel odlično četrto mesto. Na njegovi zadnji plošči Fantazija (Croatia Records) je posnel bas linije za skladbe Zločin i kazna, Fantazija, Stijene, Hočeš pjesmu? in Navodno sve.
Trenutno igra v akustični skupini D&D acoustic iz Vipave, leta 2021 pa so se spet zbrale Razvaline.

## Diskografija
- Chateau (glasbena skupina)/Objemi me (Corona, 1992)
- Chateau/Avantura (ZKP, 1993)
- Chateau/Mlinar na Muri (ZKP, 1994)
- Chateau/Do konca (2011)
- Requiem (glasbena skupina) Requiem III (1999)
- Daniel/Fantazija (Croatia Records, 2013)